# Hans-Jörg Henle
Hans-Jörg Henle (* 22. Dezember 1963 in Geislingen an der Steige) ist ein deutscher Forstwirt und seit 2008 Oberbürgermeister der baden-württembergischen Stadt Leutkirch im Allgäu.

## Leben
Nach dem Abitur absolvierte Henle eine Lehre zum Bankkaufmann. Danach studierte er Forstwissenschaften. Den Vorbereitungsdienst für den Höheren Dienst leistete er von 1992 bis 1994 im Ministerium für Ländlichen Raum in Stuttgart. Nach der großen Staatsprüfung arbeitete er ein Jahr lang für ein Forschungsprojekt des Bundeslandwirtschaftsministeriums.  Von 1995 bis 1998 leitete er das Umweltamt von Rottenburg am Neckar.
Im Jahre 1997 wurde Hans-Jörg Henle zum Bürgermeister von Haiterbach (Kreis Calw) gewählt und dort 2005 mit 98 % der Stimmen wiedergewählt. Von 1999 bis 2008 gehörte er der CDU-Fraktion im Calwer Kreistag an.  Mit 89,1 Prozent der Stimmen gewann er am 29. Juni 2008 die Wahl zum Oberbürgermeister der Großen Kreisstadt Leutkirch im Allgäu. 2016 wurde Hans-Jörg Henle mit 87 Prozent der Stimmen wiedergewählt. Im Juni 2024 wurde er mit 82,8 Prozent der Stimmen für eine dritte Amtszeit wiedergewählt. Auch im Kreistag von Ravensburg, dessen Mitglied er seit 2009 ist, gehört Henle der CDU-Fraktion an.
Hans-Jörg Henle ist parteilos, verheiratet und Vater von drei Kindern.